# Fußball-Verbandsliga Schleswig-Holstein 1991/92
Die Verbandsliga Schleswig-Holstein wurde zur Saison 1991/92 das 45. Mal ausgetragen und bildete den Unterbau der drittklassigen Oberliga Nord. Die beiden erstplatzierten Mannschaften durften an der Aufstiegsrunde zur Oberliga Nord teilnehmen. Die Mannschaften auf den drei letzten Plätzen mussten in die Landesliga absteigen.

## Vereine
Im Vergleich zur Saison 1990/91 veränderte sich die Zusammensetzung der Liga folgendermaßen: Keine Mannschaft war in die Oberliga Nord auf-, während Eutin 08 nach einer Saison wieder aus der Oberliga Nord abgestiegen war. Die vier Absteiger hatten die Verbandsliga verlassen und wurden durch die drei Aufsteiger SV Friedrichsort (Wiederaufstieg nach 16 Jahren), SV Sereetz (Wiederaufstieg nach einer Saison) und SV Olympia Bad Schwartau (erstmals in der höchsten Amateurliga Schleswig-Holsteins) ersetzt.
| Verein                   | Stadt          | Kreis                 | Qualifikation                      |
| ------------------------ | -------------- | --------------------- | ---------------------------------- |
| Eutin 08                 | Eutin          | Ostholstein           | Absteiger aus der Oberliga Nord    |
| VfB Kiel                 | Kiel           |                       | Meister 1990/91                    |
| TSV Pansdorf             | Ratekau        | Ostholstein           | 2. Platz 1990/91                   |
| VfR Neumünster           | Neumünster     |                       | 3. Platz 1990/91                   |
| FC Kilia Kiel            | Kiel           |                       | 4. Platz 1990/91                   |
| TSV Büsum                | Büsum          | Dithmarschen          | 5. Platz 1990/91                   |
| Heider SV                | Heide          | Dithmarschen          | 6. Platz 1990/91                   |
| Blau-Weiß Friedrichstadt | Friedrichstadt | Nordfriesland         | 7. Platz 1990/91                   |
| VfB Lübeck               | Lübeck         |                       | 8. Platz 1990/91                   |
| Flensburg 08             | Flensburg      |                       | 9. Platz 1990/91                   |
| Itzehoer SV              | Itzehoe        | Steinburg             | 10. Platz 1990/91                  |
| SV Eintracht Segeberg    | Bad Segeberg   | Segeberg              | 11. Platz 1990/91                  |
| Rendsburger TSV          | Rendsburg      | Rendsburg-Eckernförde | 12. Platz 1990/91                  |
| SV Friedrichsort         | Kiel           |                       | Aufsteiger aus der Landesliga Nord |
| SV Sereetz               | Ratekau        | Ostholstein           | Aufsteiger aus der Landesliga Süd  |
| SV Olympia Bad Schwartau | Bad Schwartau  | Ostholstein           | Aufsteiger aus der Landesliga Süd  |

## Saisonverlauf
Die Meisterschaft und Teilnahme an der Aufstiegsrunde sicherte sich der VfB Lübeck. Als Zweitplatzierter durfte der VfB Kiel ebenfalls teilnehmen. Lübeck beendete seine Gruppe punktgleich mit den beiden Aufsteigern TuS Lingen und VfL 93 Hamburg auf dem dritten Platz, während Kiel seine Gruppe auf dem letzten Platz beendete. Beide verpassten dadurch den Aufstieg. Da der TSV Büsum und Eutin 08 punkt- und torgleich waren, musste ein Entscheidungsspiel durchgeführt werden, das Büsum gewinnen konnte. Dadurch wurde Eutin von der Oberliga in die Landesliga durchgereicht und stieg 20 Jahre nach seinem Aufstieg aus der Verbandsliga ab. Der SV Olympia Bad Schwartau musste nach einer Saison wieder absteigen, SV Eintracht Segeberg nach zwei Spielzeiten.

### Tabelle
| Pl. | Verein                       | Sp. | S  | U  | N  | Tore    | Diff. | Punkte |
| --- | ---------------------------- | --- | -- | -- | -- | ------- | ----- | ------ |
| 1.  | VfB Lübeck                   | 30  | 19 | 8  | 3  | 090:290 | +61   | 46:14  |
| 2.  | VfB Kiel (M)                 | 30  | 18 | 7  | 5  | 054:260 | +28   | 43:17  |
| 3.  | FC Kilia Kiel                | 30  | 19 | 2  | 9  | 053:360 | +17   | 40:20  |
| 4.  | TSV Pansdorf                 | 30  | 16 | 5  | 9  | 057:440 | +13   | 37:23  |
| 5.  | SV Sereetz (N)               | 30  | 14 | 6  | 10 | 060:490 | +11   | 34:26  |
| 6.  | Rendsburger TSV              | 30  | 11 | 10 | 9  | 045:410 | +4    | 32:28  |
| 7.  | Heider SV                    | 30  | 11 | 9  | 10 | 057:490 | +8    | 31:29  |
| 8.  | Blau-Weiß Friedrichstadt     | 30  | 12 | 6  | 12 | 037:400 | −3    | 30:30  |
| 9.  | Itzehoer SV                  | 30  | 11 | 7  | 12 | 056:480 | +8    | 29:31  |
| 10. | VfR Neumünster               | 30  | 11 | 7  | 12 | 047:460 | +1    | 29:31  |
| 11. | Flensburg 08                 | 30  | 10 | 8  | 12 | 050:550 | −5    | 28:32  |
| 12. | SV Friedrichsort (N)         | 30  | 8  | 7  | 15 | 046:570 | −11   | 23:37  |
| 13. | TSV Büsum                    | 30  | 10 | 3  | 17 | 037:630 | −26   | 23:37  |
| 14. | Eutin 08 (A)                 | 30  | 8  | 7  | 15 | 037:630 | −26   | 23:37  |
| 15. | SV Eintracht Segeberg        | 30  | 8  | 6  | 16 | 036:590 | −23   | 22:38  |
| 16. | SV Olympia Bad Schwartau (N) | 30  | 3  | 4  | 23 | 012:690 | −57   | 10:50  |

| (M) | Staffelsieger der Verbandsliga Schleswig-Holstein 1990/91 |
| (A) | Absteiger aus der Oberliga Nord 1990/91                   |
| (N) | Aufsteiger aus der Landesliga Schleswig-Holstein 1990/91  |